# А капела
А капела (на италиански: a cappella – като в параклис) е музикален термин, означаващ многогласово хорово пеене без инструментален съпровод, макар най-често в днешно време с този термин да се означава всяко вокално изпълнение без съпровод на музикални инструменти.
Разпространено е в народното творчество и църковното пеене, произведенията на ранните ренесансови автори и композиторите от нидерландската школа. Основното в този вид пеене е хармонията.
До 16 век църковната музика е само вокална, а изпълненията на сикстинския хор в Рим по време на Ренесанса е пример за църковно пеене. С течение на времето западните изповедания въвеждат органа и оркестъра като част от богослужението. Терминът a capella остава, за да обозначи изпълнение с подобен маниер на това в Сикстинска капела. Оттам „а капела“ е всеки вид пеене, което изпълнява музикалното произведение без използването на музикални инструменти. С течение на времето изпълненията a capella са се превърнали в синоним на най-високо певческо и хорово майсторство.